# سيرجيو روزاس
سيرجيو روزاس (بالإسبانية: Sergio Rosas)‏ (5 مايو 1984 في المكسيك - ) هو لاعب كرة قدم مكسيكي في مركز الوسط. لعب مع نادي بويبلا ونادي تيخوانا ونادي كوريكامينوس ‏ وLobos BUAP ‏.

## وصلات خارجية
- سيرجيو روزاس على موقع قاعدة بيانات كرة القدم.إي يو (الإنجليزية)
- سيرجيو روزاس على موقع Soccerway.com (الإنجليزية)